# Mihalț
Mihalț (en hongrois : Mihálcfalva, en allemand : Michelsdorf) est une commune du județ d'Alba, Roumanie qui compte 3 051 habitants.
La commune est composée de quatre villages : Cistei, Mihalț, Obreja et Zărieș.

## Démographie
D'après le recensement de 2011, la commune compte 3 051 habitants, en forte baisse par rapport au recensement de 2002 où elle en comptait 3 679.
Lors de ce recensement de 2011, 95,61 % de la population se déclare roumaine, 1,21 % de la population se déclare rom (2,98 % ne déclare pas d'appartenance ethnique).

## Politique
| Parti | Parti                                            | Sièges |
| ----- | ------------------------------------------------ | ------ |
|       | Parti national libéral (PNL)                     | 6      |
|       | Parti social-démocrate (PSD)                     | 5      |
|       | Parti Mouvement populaire (PMP)                  | 1      |
|       | Parti national paysan chrétien-démocrate (PNȚCD) | 1      |